# Nierembergia espinosae
Nierembergia espinosae är en potatisväxtart som beskrevs av Julian Alfred Steyermark. Nierembergia espinosae ingår i släktet Nierembergia och familjen potatisväxter. Inga underarter finns listade i Catalogue of Life.